# Jordanien i olympiska sommarspelen 1992
Jordanien deltog i de olympiska sommarspelen 1992 med en trupp, men ingen av landets deltagare erövrade någon medalj.

## Friidrott
Herrarnas 5 000 meter
- Awwad Al-Hasini
  - Heat — 14:55,58 (→ gick inte vidare, 48:e plats)

Herrarnas 10 000 meter
- Awwad Al-Hasini
  - Heat — 30:43,19 (→ gick inte vidare, 47:e plats)